# Ѿ
La Ot (Ѿ, ѿ) era una ligadura de las letras cirílicas omega y te, usada a veces en el antiguo eslavo eclesiástico y antiguo eslavo occidental para representar la preposición отъ (otŭ; desde, debido a).